# Kalev Kesküla
Kalev Kesküla (* 22. Oktober 1959 in Tallinn; † 25. Juni 2010) war ein estnischer Lyriker, Journalist und Weinkritiker.

## Leben und Werk
Kalev Kesküla studierte bis 1983 Estnische Philologie an der Staatlichen Universität Tartu. Von 1983 bis 1995 war er Redakteur beim Verlag Eesti Entsüklopeediakirjastus. Ab 1991 leitet er den Bereich Feuilleton der größten estnischen Wochenzeitung Eesti Ekspress.
Kalev Kesküla ist seit den 1980er Jahren auch als Lyriker in Erscheinung getreten. Seine Texte sind häufig an sozialen Themen orientiert und hin und wieder mit einem starken Schuss Ironie gewürzt. Kesküla hat außerdem zahlreiche estnische Weinführer herausgegeben.

## Lyriksammlungen
- Läbi linnaöö (1986)
- Aeg rannal (1988)
- Eneseirooniline armastaja (1991)
- Vabariigi laulud (1998)
- Platoni riigis (2002)

## Sekundärliteratur
- Cornelius Hasselblatt: Geschichte der estnischen Literatur. Berlin, New York 2006 (ISBN 3-11-018025-1), S. 722